# سكيب باتلر
سكيب باتلر (بالإنجليزية: Skip Butler)‏ هو لاعب كرة قدم أمريكية أمريكي، ولد في 21 أكتوبر 1947 في كلادووتر في الولايات المتحدة.

## وصلات خارجية
- سكيب باتلر على موقع مرجع كرة القدم المحترفة.كوم (الإنجليزية)